# Sala Sporturilor Olimpia
Sala Sporturilor Olimpia, situată pe strada Mărășești, este o arenă multifuncțională din municipiul Ploiești, România. Este folosită ca bază locală pentru echipele masculine și feminine de baschet, volei și handbal din oraș.. Capacitatea sălii este de 3.500 de locuri.

## Istoric
Autorul proiectului sălii este arhitectul Gheorghe N. Dumitrescu, iar șeful de proiect arhitectul Valentin Dumitrescu. Clădirea a fost construită de Trustul Construcții-Montaj Sucursala Brazi, sub supravegherea inginerilor Pascu și Ivanov. Proiectarea și construcția au avut loc între 1970 și 1972. Imobilul a fost inaugurat în 1972, a purtat inițial denumirea de Sala Sporturilor „Victoria” și avea o capacitate de 3.000 de locuri, din care 2.100 pe scaune și 900 în picioare.
După 1989, arhitectul Gheorghe N. Dumitrescu a trimis numeroase adrese la Primăria Ploiești, Consiliul Județean Prahova, Prefectura Prahova, Inspectoratul de Stat în Construcții, Ministerul Tineretului și Sportului, în care solicita ca la Sala Sporturilor Olimpia să se efectueze o expertiză tehnică. În cele din urmă, Primăria Ploiești a început în anul 2010 demersurile pentru consolidarea și modernizarea sălii, iar Compania Națională de Investiții (CNI) a finanțat proiectul acestei lucrări. Pe durata lucrărilor, imobilul a fost dat în folosință gratuită către CNI.
Lucrările de consolidare și modernizare au durat mai mult de doi ani și au constat, printre altele, în adăugarea pe partea fostelor vestiare a încă unei tribune, cu o capacitate de 1.500 de locuri. Tribuna veche a fost dotată cu scaune albastre și galbene; scaunele din partea superioară au fost așezate astfel încât să afișeze numele municipiului. Ulterior, în 2013, Primăria Ploiești a decis și reamenajarea spațiului exterior Sălii Olimpia, prin refacerea aleilor pietonale, acceselor și parcărilor.
Inaugurarea oficială a sălii modernizate a avut loc pe data de 4 octombrie 2013, de la ora 19:00, printr-un spectacol la care au participat artiștii CRBL și Trouble Crew, urmat de un meci amical de baschet între CSU Asesoft și Steaua CSM București. Seara inaugurării s-a încheiat printr-un foc de artificii organizat în fața Sălii Sporturilor Olimpia.

## Controverse

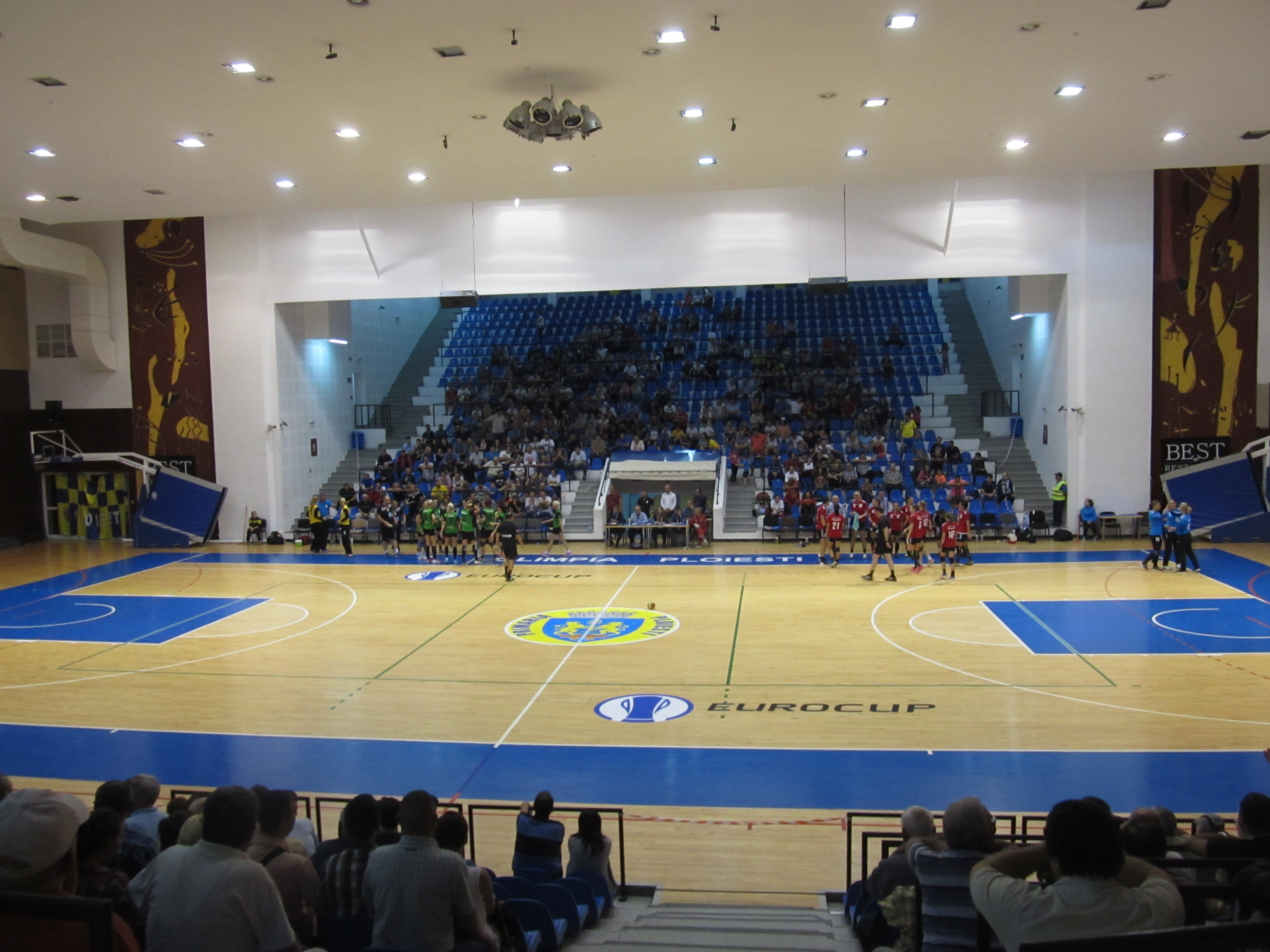
Tribuna care a stârnit controverse

După inaugurare, publicul și presa au constatat că spectatorii care urmăresc un meci de handbal din tribuna nouă nu pot vedea întregul teren de joc. Vizibilitatea către poarta din dreapta este obturată complet de un perete ridicat în urma lucrărilor de modernizare, iar spectatorii pot vedea numai o porțiune din semicercul de la 6 metri. Acest lucru a fost considerat aproape unanim de către presă drept o „gafă” și „o eroare de proiectare”.
Ulterior, un ziar local a publicat declarațiile proiectantului edificiului, conform căruia firma de proiectare a atras atenția încă de la avizarea Studiului de Fezabilitate că o parte din spectatori nu va vedea în întregime terenul pe care se desfășoară meciuri de handbal, acesta fiind mai mare decât terenurile pentru baschet sau fotbal în sală. Motivul lipsei de vizibilitate s-ar datora imposibilității desființării a doi stâlpi majori de susținere existenți, lucru ce ar fi periclitat stabilitatea întregii clădiri:
„Din dorința de a evita o catastrofă, am ales această soluție sacrificând vizibilitatea optimă a cca 1/8 din suprafața terenului de handbal în favoarea sporirii numărului de spectatori pentru celelalte discipline sportive.”

## Facilități
Sala Sporturilor Olimpia cuprinde terenuri artificiale omologate de handbal, fotbal, tenis și baschet, un patinoar, o sală de forță aflată sub terenul de joc, patru vestiare cu dușuri și grupuri sanitare pentru sportivi, două vestiare pentru arbitri, o sală destinată conferințelor de presă, saune, bazine de recuperare, stație antidoping, centrale de climatizare performante etc. Suprafața de joc este din parchet.